# 伊丽莎白·克雷格
伊丽莎白·克雷格（英語：Elizabeth Craig，1957年9月26日—），加拿大女子赛艇运动员。她曾代表加拿大参加1976年和1984年夏季奥林匹克运动会赛艇比赛，其中1984年奥运会获得一枚银牌。